# 王経
王 経（おう けい、? - 260年）は、中国三国時代の軍人・政治家。魏に仕えた。字は彦緯(または 承宗)。冀州清河郡清河県の人。『三国志』巻9 魏書 諸夏侯曹伝 夏侯尚伝に王経伝が付記されている。

## 概説

### 寒門から名士へ
農家の出身であったが、文帝時代に冀州内で河間郡の許允・崔賛とともに名士として知られるようになり、中央に出て官職に就いた。なお王経が同郡出身の崔林(当時は河間太守)の知遇を得たという記述は、史料にはみえない。河間出身の崔賛との混同とおもわれ、誤伝である。
一度、官を退いて故郷にもどるが、怪奇現象に悩まされ不安となる。管輅のもとを訪ねると、管輅は占いそれは吉兆だと教える。間もなく江夏太守に任じられた。
江夏太守在任中、大将軍曹爽が私的に絹を送り付け、呉との国境で交易させようとしたことがあった。王経は添えられた手紙も開かず、官を棄て再び帰郷した。母は息子が勝手に職務を放棄したとして、部下の前において棒で50回叩いた。これを聞いた曹爽はそれ以上何も咎めなかったという。母は忠告する。「お前は農家の子から太守にまで出世しましたが、分に過ぎた官位は災いの元です。出仕するのはもうやめておきなさい」　王経はその言葉には従わなかった。その後、雍州刺史に昇進した。
魏正元2年(255年)、蜀漢の姜維が隴西郡に侵攻すると、征西将軍陳泰は蜀軍に備えて王経を狄道に駐屯させた。しかし王経は洮西で蜀軍と戦うも大敗し数万の兵を失い、狄道城で包囲される窮地に陥った。陳泰の援軍が来るまで王経は城を守り通したが、嘆息して言う。「兵糧は旬（10日分）にも足りず、救援が無ければ城は陥落し、一州（雍州）は失われていた」　その後、中央に召還され、司隷校尉・尚書に任じられた。陳泰は「王経は蜀軍と交戦せずに、狄道の守りを固めるべきであった」と批判している（狄道の戦い）。

### 甘露の変
魏甘露5年(260年)5月、司馬氏の専横に耐えかねた皇帝曹髦（高貴郷公）は、王経ら大臣を呼び、自ら兵を率い司馬昭を除くことを告げた。王経は懸命に諌める。「いま、国家の実権は司馬一門がにぎっており、宮中から天下四方に至るまでみな司馬氏のために命を投げ出す者ばかりであります。主客逆転の状況は、昨日今日の話ではありません。一旦ご行動に出られればその傷を深め取り返しはつきません。重ねてお考えください」。
しかし曹髦は勅書を地に叩きつけ忠告を拒絶、明元郭太后に決意を伝えるため宮殿へ向かった。侍中王沈や散騎常侍王業が大将軍府に行き司馬昭に挙兵の計画を知らせたのに対し、王経はなおも曹髦に近侍して説得を試み、司馬昭に注進しなかった。そのため事件の後、反逆罪と見なされ、家族ともども東市で処刑された。処刑される前、王経が母に不孝を詫びて言う。「母上の言葉に従わず、このようなことになってしまいました」　「昔、お前を引き留めようとしたのは、相応しい死に場所を得られないのではと心配したからです。今ここで死ぬことをどうして恨むでしょうか」母は微笑んでそう答えたという。
司隷校尉時の部下であった向雄は、東市で哭泣して王経を弔った。同じく雍州刺史時の部下の皇甫晏は、家財を売り払って葬儀の費用を工面し、王経とその家族を埋葬した。
西晋泰始元年(265年)、司馬炎(武帝)は詔を下した。「故の尚書王経は法によって処罰されたが、その志は評価するべきである」　王経の名誉を回復しその孫を郎中に取り立てたという。東晋・袁宏の「三国名臣序賛」（梁・昭明太子『文選』所収）では魏の9人、蜀の4人、呉の7人が名臣として賞賛されており、その中に王経の名が挙げられている。

## 「演義」での王経
『三国志演義』では110回から登場する。雍州刺史として魏軍を率い、配下に張明・花永・劉達・朱芳の4将を従え、蜀軍の姜維・夏侯覇らと対戦するが大破される。114回、甘露の変の場面はほぼ史実どおり。捕らえられた王経は賈充を罵り処刑された。